# Guillermitas

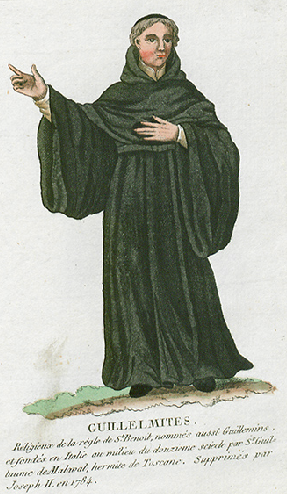
Ilustración de un monje guillermita.

Los Guillermitas o Eremitas de San Guillermo fueron una orden religiosa fundada por Guillermo de Maleval en el siglo XII.
De origen florentino, tuvieron sus inicios en los alrededores de Siena. Apenas medio siglo después de haberse fundado, los guillermitas sufrieron una gran persecución, lo que provocó que se refugiaran en regiones vecinas, como la República de Génova o el Reino de Francia, llegando incluso a alcanzar tierras de Aragón y de Castilla.
Al contrario que otras órdenes, como, por ejemplo, los jesuitas, los guillermitas no entendían de bibliotecas; su labor era la agricultura. Sobre todo fueron bien conocidos por el dominio de este arte en el Reino de Castilla. Con sus grandes producciones agrícolas ayudaron a contener la hambruna presente en la mitad el siglo XIII. Sus métodos de cultivo fueron pioneros y establecieron las bases del  "regadío parcial", bien conocido posteriormente.
Los últimos rastros de los guillermitas se localizan en la ermita de "San Guillermo", situada en Las Merindades, zona norte de la provincia de Burgos. Una hoz y una azada labradas en bronce cuelgan de la cúpula central de esta ermita, donde la última semana de octubre los agricultores hacen ofrendas al santo agradeciendo la buena cosecha y pidiendo colaboración divina para el año siguiente.